# I Nuovi Angeli (album 1972)
I Nuovi Angeli è un album dell'omonimo gruppo musicale italiano, pubblicato dall'etichetta discografica Polydor nel 1972.
Il disco è prodotto da Alberto Pasetti, mentre gli arrangiamenti dei brani sono curati dalla stessa band.
Donna Felicità aveva partecipato nel 1971 sia al Festivalbar che ad Un disco per l'estate, manifestazione alla quale nell'edizione successiva il gruppo presenta Singapore.
Un viaggio in Inghilterra prende invece parte al Festival di Sanremo 1972, venendo eliminato dopo la prima esecuzione.

## Tracce

### Lato A
1. Singapore
2. Giù buttati giù
3. Capitan Zero
4. Tru-la-la
5. Il mondo di papà
6. Okay ma sì va là

### Lato B
1. Uakadì-Uakadù
2. Tira e molla
3. Un viaggio in Inghilterra
4. La scatola rosa
5. Donna Felicità
6. Apri gli occhi bambina

## Formazione
- Paki Canzi - voce, tastiera, organo Hammond
- Alberto Pasetti - chitarra elettrica, chitarra a 12 corde, chitarra acustica, banjo
- Renato Sabbioni - voce, basso
- Mauro Paoluzzi - voce, batteria, aggeggi